# Koós Zoltán
Koós Zoltán (Monor, 1883. április 2. – Budapest, Erzsébetváros, 1950. április 1.) ügyvéd.

## Életútja
Kovács Emil és Traiber Viktória fia. Budapesten, Berlinben és Párizsban végezte jogi tanulmányait. Ezt követően 1900-tól a Magyar Földhitelintézet jogtanácsosa volt, majd 1921-től osztályvezetője, 1924 és 1936 között pedig majd vezérigazgatója. A mezőgazdasági hitelpolitika egyik irányítójaként ismerték. 1927-ben és 1939-ben tagja volt a felsőháznak. Halálát hevenysárga májsorvadás okozta. Felesége Molnár Kornélia volt.

## Művei
- Mezőgazdasági hitelkérdések (Bp., 1930)
- A gazdaadósságok rendezése (Bp., 1932)
- Emlékirat a gazdaadósságok rendezéséről (Bp., 1933)
- Hitelpolitika (Bp., 1936)
- A totális háború pénzügyi feladatai (Bp., 1942)
- Pénz és hitel (Bp., 1943)